# Yusuf Demir
Yusuf Demir (pronunciación en turco: / Juːsʊf de.miɾ /; Viena, 2 de junio de 2003) es un futbolista austriaco que juega de delantero en el Galatasaray S. K. de la Superliga de Turquía.

## Trayectoria

### Inicios
Nacido en Austria, de padres turcos con raíces en Trebisonda, entró a las categorías inferiores del Rapid de Viena en 2013, y firmó su primer contrato profesional con el club el 26 de mayo de 2019. Debutó con el primer equipo del club el 14 de diciembre de 2019 en la victoria por 3-0 sobre el Admira Wacker en la Bundesliga. Anotó su primer gol profesional el 15 de septiembre de 2020 en la derrota por 1-2 contra el Gante en la tercera ronda previa de la Liga de Campeones de la UEFA 2020-21, con 17 años, 3 meses y 13 días, siendo así el jugador austriaco más joven en anotar desde Gerd Wimmer en 1994 (17 años, 10 meses y 27 días).

### F. C. Barcelona y Turquía
El 9 de julio de 2021 fue cedido al F. C. Barcelona "B" una temporada a cambio de 500 000 euros y una opción de compra no obligatoria de 10 millones. Realizó la pretemporada con el primer equipo y el 31 de julio marcó su primer gol en la victoria por 0-3 sobre el VfB Stuttgart en un amistoso. Su debut en partido oficial llegó el 21 de agosto, convirtiéndose de este modo en el segundo austriaco en jugar con el primer equipo tras Hansi Krankl. Finalmente no se quedó en el filial y, coincidiendo con el cierre del mercado de fichajes, fue inscrito en la Liga de Fútbol Profesional como jugador del primer equipo.
Jugó nueve partidos en el primer tramo de la temporada. En enero de 2022 se canceló la cesión y regresó a Viena, ya que al parecer la opción de compra pasaba a ser obligatoria si participaba en diez encuentros con el primer equipo. Entonces siguió en el club austriaco hasta septiembre, momento en el que fue traspasado al Galatasaray S. K. a cambio de seis millones de euros. Después del primer año en Turquía fue cedido al F. C. Basilea.

## Selección nacional
De ascendencia turca, es internacional en categorías inferiores con Austria. También lo es con la absoluta, con la que debutó el 28 de marzo de 2021 jugando los últimos minutos de un encuentro de clasificación para el Mundial de 2022 ante Islas Feroe.

## Estadísticas

### Clubes
Actualizado al último partido disputado el 30 de mayo de 2025.
| Club                           | Div.          | Temporada     | Liga  | Liga  | Copas nacionales | Copas nacionales | Copas internacionales | Copas internacionales | Total | Total |
| Club                           | Div.          | Temporada     | Part. | Goles | Part.            | Goles            | Part.                 | Goles                 | Part. | Goles |
| ------------------------------ | ------------- | ------------- | ----- | ----- | ---------------- | ---------------- | --------------------- | --------------------- | ----- | ----- |
| S. K. Rapid Viena II · Austria | 3.ª           | 2018-19       | 2     | 0     | –                | –                | –                     | –                     | 2     | 0     |
| S. K. Rapid Viena II · Austria | 3.ª           | 2019-20       | 9     | 1     | –                | –                | –                     | –                     | 9     | 1     |
| S. K. Rapid Viena II · Austria | Total club    | Total club    | 11    | 1     | 0                | 0                | 0                     | 0                     | 11    | 1     |
| S. K. Rapid Viena · Austria    | 1.ª           | 2019-20       | 6     | 0     | 0                | 0                | –                     | –                     | 6     | 0     |
| S. K. Rapid Viena · Austria    | 1.ª           | 2020-21       | 25    | 6     | 2                | 1                | 5                     | 2                     | 32    | 9     |
| F. C. Barcelona · España       | 1.ª           | 2021-22       | 6     | 0     | 0                | 0                | 3                     | 0                     | 9     | 0     |
| F. C. Barcelona · España       | Total club    | Total club    | 6     | 0     | 0                | 0                | 3                     | 0                     | 9     | 0     |
| S. K. Rapid Viena · Austria    | 1.ª           | 2021-22       | 11    | 1     | 1                | 0                | 2                     | 0                     | 14    | 1     |
| S. K. Rapid Viena · Austria    | 1.ª           | 2022-23       | 1     | 1     | 1                | 0                | 3                     | 0                     | 5     | 1     |
| S. K. Rapid Viena · Austria    | Total club    | Total club    | 43    | 8     | 4                | 1                | 10                    | 2                     | 57    | 11    |
| Galatasaray S. K. Turquía      | 1.ª           | 2022-23       | 5     | 0     | 1                | 0                | –                     | –                     | 6     | 0     |
| F. C. Basilea Suiza            | 1.ª           | 2023-24       | 11    | 0     | 2                | 1                | –                     | –                     | 13    | 1     |
| F. C. Basilea Suiza            | Total club    | Total club    | 11    | 0     | 2                | 1                | 0                     | 0                     | 13    | 1     |
| Galatasaray S. K. Turquía      | 1.ª           | 2024-25       | 8     | 0     | 4                | 2                | 5                     | 0                     | 17    | 2     |
| Galatasaray S. K. Turquía      | Total club    | Total club    | 13    | 0     | 5                | 2                | 5                     | 0                     | 23    | 2     |
| Total carrera                  | Total carrera | Total carrera | 84    | 9     | 11               | 4                | 18                    | 2                     | 113   | 15    |
| 1. 2. 3.                       |               |               |       |       |                  |                  |                       |                       |       |       |

## Palmarés

### Campeonatos nacionales
| Título               | Club              | País    | Año  |
| -------------------- | ----------------- | ------- | ---- |
| Superliga de Turquía | Galatasaray S. K. | Turquía | 2023 |
| Copa de Turquía      | Galatasaray S. K. | Turquía | 2025 |
| Superliga de Turquía | Galatasaray S. K. | Turquía | 2025 |

### Distinciones individuales
| Distinción                                                                       | Año  |
| -------------------------------------------------------------------------------- | ---- |
| Parte de los 60 mejores futbolistas sub-17 del mundo según medio TheGuardian.com | 2020 |